# 福士萌起
福士 萌起（ふくし もえき、1999年3月11日 - ）は、ジャパンラグビーリーグワン日野レッドドルフィンズに所属するラグビー選手。

## プロフィール
- 兵庫県播磨町出身[2]。
- ポジションはウィング(WTB)、センター(CTB)。
- 身長 184 cm、体重 100 kg
- U20日本代表に選ばれたことがある[3]。
- 7人制日本代表に選ばれたことがある[4]。

## 略歴
2017年、佐賀工業高校卒業後、関東学院大学に入学。
2020年、関東学院大学ラグビー部の副将に就任。
2021年、関東学院大学卒業後、日野レッドドルフィンズに加入。
2024年、パリ2024五輪の7人制ラグビー日本代表内定選手に選ばれた。同年12月22日に行われたJAPAN RUGBY LEAGUE ONE第1節江東ブルーシャークス戦に途中出場でリーグワン公式戦初出場を果たした。